# Tobolsk
Tobolsk (ros. Тобольск) – miasto w Rosji, w obwodzie tiumeńskim. Położony w północnej części regionu Tiumeń, u zbiegu rzeki Tobol i Irtyszu. Powstałe na obszarze podbitym przez Carstwo Rosyjskie w 1587 roku, stanowiło ważne centrum podboju Syberii i uważane było wtedy za jej stolicę. Siedziba eparchii tobolskiej i tiumeńskiej Rosyjskiego Kościoła Prawosławnego, z XVII-wiecznym soborem Mądrości Bożej i Zaśnięcia Matki Bożej. W mieście znajduje się też rzymskokatolicki kościół Trójcy Przenajświętszej wybudowany w latach 1900-1907 ze składek rosyjskich Polaków.
Liczba mieszkańców — 98 932 (2020).

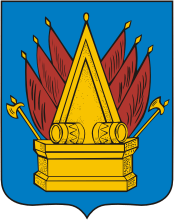
Dawny herb Tobolska (1785 r.)

Do 1920 Tobolsk był stolicą guberni tobolskiej.
Przyszedł tutaj na świat rosyjski chemik Dmitrij Mendelejew.

## Historia

### Za czasów cara

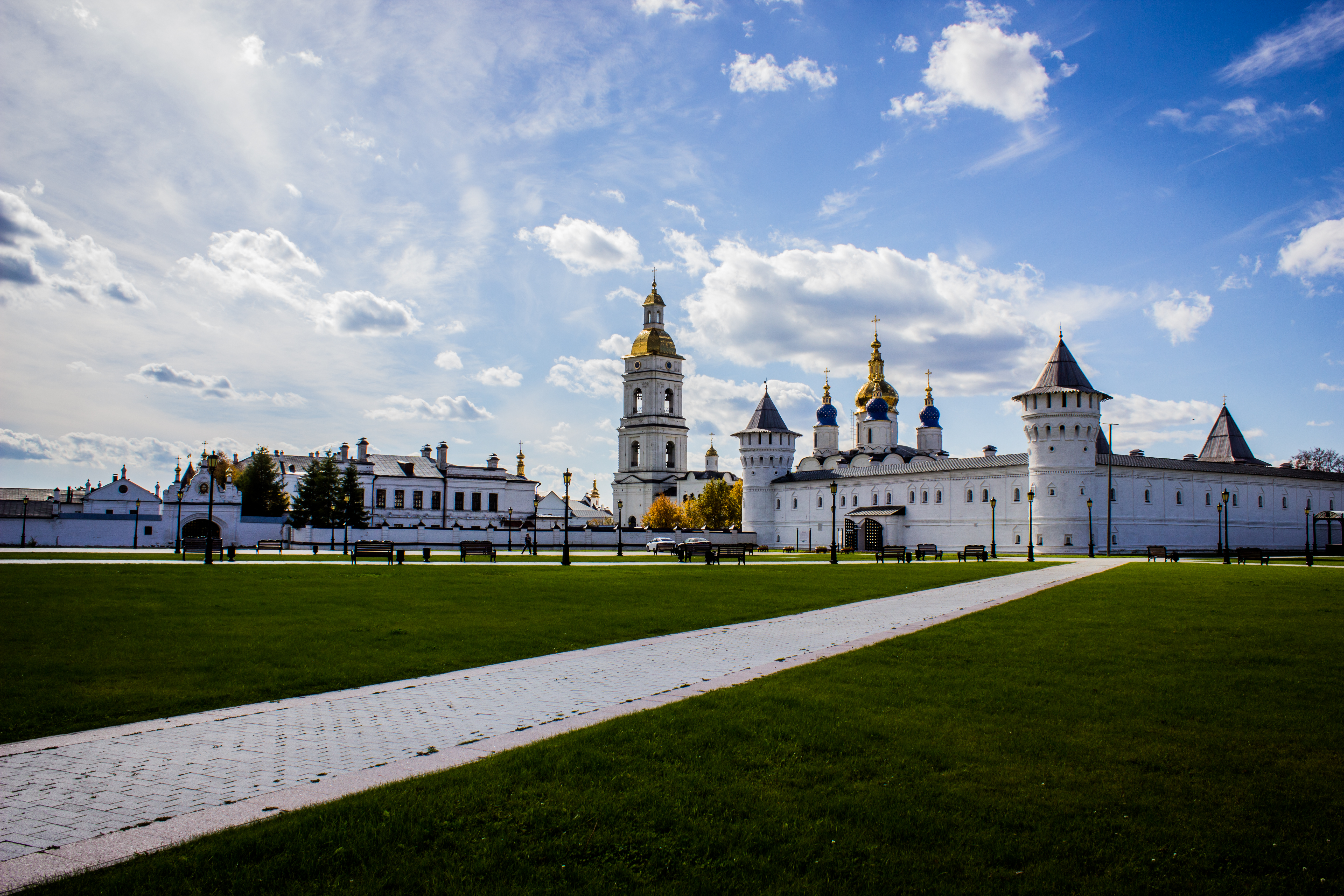
Kreml

Od sierpnia 1917 do kwietnia 1918 w Tobolsku przebywał były car Rosji Mikołaj II z rodziną: żoną i pięciorgiem dzieci. Coraz bardziej popularni w mieście Romanowowie byli zagrożeniem dla komunistów i Lenina. W kwietniu 1918 rodzina została wywieziona do Jekaterynburga, gdzie w nocy z 16 na 17 lipca tego samego roku została rozstrzelana przez CzeKa.

### Za czasów ZSRR
W marcu 1917 r. wraz z abdykacją cara Mikołaja II zakończyło się panowanie imperium rosyjskiego, a w sierpniu nowy tymczasowy rząd ewakuował rodzinę cesarską i ich orszak do Tobolska, gdzie zamieszkali w relatywnym luksusie w byłym domu gubernatora. Trzy miesiące później wybuchła rosyjska wojna domowa, a w Tobolsku szybko doszli do władzy bolszewicy. Po tym, jak wojska przeciwnej Białej Armii zbliżyły się do miasta wiosną 1918 r., bolszewicy przenieśli rodzinę cesarską na zachód do Jekaterynburga, gdzie ostatecznie została stracona w lipcu 1918 r. Po zakończeniu wojny zwycięstwem bolszewików i powstaniu rosyjskiego Związku Radzieckiego reformy administracyjne 1920 r. zlikwidowały gubernię tobolską, co zakończyło status Tobolska jako stolicy prowincji (miasto pełniło tę funkcję przez 218 lat). Zamiast tego miasto stało się administracyjnym centrum Prowincji Tiumeńskiej z siedzibą w Tiumeniu. Od 1921 do 1922 r. Tobolsk był miejscem masowych antybolszewickich powstań chłopskich Zachodniej Syberii, związanych z Zieloną Armią. 3 listopada 1923 r. miasto stało się częścią obwodu uralnego, aż do 7 stycznia 1932 r. Od 17 stycznia 1934 r. Tobolsk był częścią obwodu Obsko-Irtyszowskiego, dopóki 7 grudnia tego roku nie został przeniesiony do obwodu omskiego. 14 sierpnia 1944 r. Tobolsk został przeniesiony do obwodu Tiumeńskiego. 10 lipca 1987 r. Dekretem Prezydium Rady Najwyższej ZSRR miasto Tobolsk otrzymało Order Odznaki Honorowej.

### Tobolsk dzisiaj

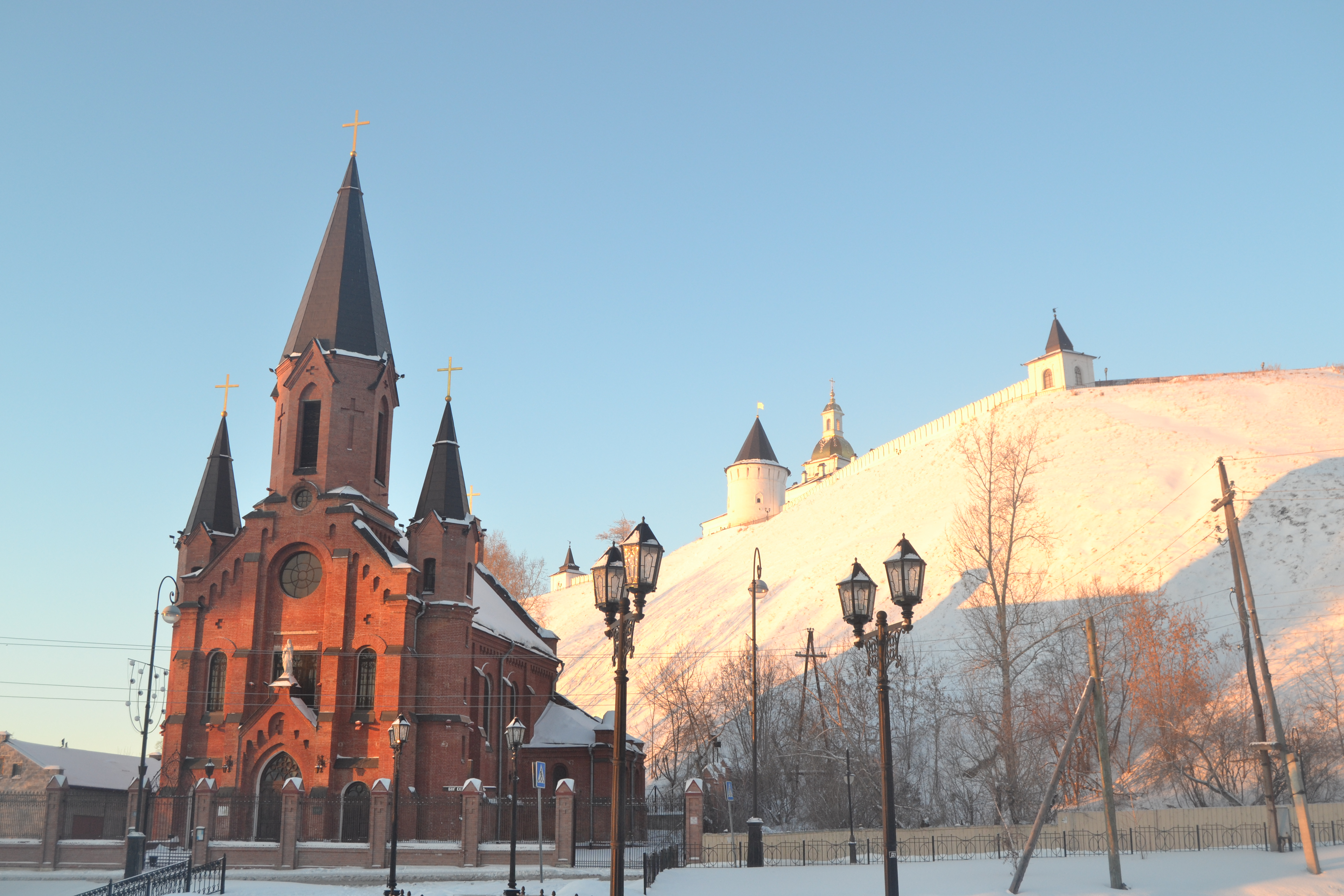
Kościół katolicki Trójcy Przenajświętszej

4 listopada 1996 r. Tobolsk stał się niezależnym miastem, od tego momentu nie należy już do Obwodu Tiumeńskiego.
W 2013 r. Tobolsk-Polymer otworzył największy zakład produkcji polipropylenu w Rosji. W mieście rozwinął się przemysł chemiczny, stoczniowy, drzewny, materiałów budowlanych oraz spożywczy. Tobolsk stał się również popularnym miejscem turystyki na Syberii ze względu na jego historyczne znaczenie, architekturę i naturalne krajobrazy. Jest także ważnym ośrodkiem edukacyjnym Rosyjskiej Cerkwi Prawosławnej oraz siedzibą Diecezji Tobolskiej, pierwszej prawosławnej diecezji na Syberii.

## Klimat
Tobolsk ma wilgotny klimat kontynentalny (Klasyfikacja klimatów Köppena) graniczący z klimatem subarktycznym. Zimy są bardzo zimne, ze średnią temperaturą od -21,6 °C (-6,9 °F) do -12,7 °C (9,1 °F) w styczniu, natomiast lata są łagodne, a średnie temperatury wynoszą od +13,8 °C do +23,9 °C (od 56,8 do 75,0 °F). Opady są umiarkowane i są nieco wyższe latem niż w innych porach roku.